# Batalha de Canúsio
A Batalha de Canúsio, conhecida também como Batalha de Ásculo, foi travada entre os exércitos da República Romana, liderados pelo procônsul Marco Cláudio Marcelo, e os de Cartago, liderados por Aníbal. Com três dias de duração, a batalha ocorreu na Apúlia no começo do verão de 209 a.C., o décimo ano da Segunda Guerra Púnica. Foi o auge da campanha romana contra os povos e tribos que havia sido conquistados ou que haviam traído voluntariamente a aliança com Roma e estavam aliados aos cartagineses na região de Salentino (desde a segunda metade de 213 a.C.), norte da Lucânia (212 a.C.) e o extremo sudoeste da Magna Grécia (215 a.C.). A campanha também tinha por objetivo apertar o cerco sobre Aníbal no sul da Itália. 
A batalha foi um novo confronto entre Aníbal e Marcelo, mas, como nenhum deles conseguiu um resultado decisivo e ambos sofreram baixas consideráveis (14 000 no total), o resultado é discutido entre os historiadores modernos assim como já era pelos antigos. Apesar de Marcel ter recebido um duro golpe em Canúsio, que o afastou das operações militares durante o resto do verão, esta batalha expulsou os cartagineses da Apúlia, limitando os movimentos da principal força de Aníbal, o que contribuiu para as vitórias dos demais exércitos romanos no sul da Itália contra os aliados dos cartagineses e contra as guarnições cartaginesas no Salentino, Hirpínia e no norte da Lucânia.

## Antecedentes
O número de legiões romanas ativas vinha crescendo ano após ano desde as grandes derrotas no início da guerra e, em 210 a.C., havia chegado ao número de 21. Oito delas lutavam contra os cartagineses e seus aliados na Sardenha, Hispânia e Sicília, mas as treze restantes estavam todas em diferente partes da Itália para controlar o exército de Aníbal ou de seus aliados, o que mantinha a península Itálica como o principal teatro de operações da guerra. Na campanha de 209 a.C., o Senado Romano ordenou que quatro exércitos fossem enviados para o sul da Itália. O primeiro para a recém-reconquistada Campânia, com uma legião; o segundo, para a Apúlia, com duas legiões; o terceiro, para a Lucânia, com duas legiões; e o quarto para Salentino, com mais duas legiões. Um contingente adicional de 8 000 operava a partir de Régio contra o bastião cartaginês de Brúcio e as colônias gregas da Magna Grécia situadas no extremo sudoeste da península Itálica.

## Batalha
Depois da Batalha de Numistro, no norte da Lucânia no final da campanha do ano anterior, e da posterior perseguição até a Apúlia que o então cônsul Cláudio Marcelo havia submetido a Aníbal, os dois generais acamparam para o inverno e para prepararem-se para a campanha do ano seguinte. Marcelo foi nomeado procônsul enquanto Quinto Fúlvio Flaco e Fábio Máximo foram eleitos cônsules. A estratégia para o ano consistia em desembarcar em Salentino o exército consular, que, desde o fim da guerra na Sicília, havia sido liberado de lutar na ilha. À frente dele, Fábio Máximo pretendia recuperar o controle desta região, perdida desde meados de 213 a.C. e da primavera de 212 a.C., e cuja cidade mais importante era Taranto. Para executar seu plano, Fábio contava com a colaboração de seus colegas, que deviam desviar a atenção de Aníbal enquanto ele iniciava suas operações. Para coordenar a estratégia, Fábio conversou pessoalmente com o outro cônsul, Fúlvio Flaco, e enviou uma carta a Cláudio Marcelo pedindo-lhe que endurecesse o máximo as operações contra Aníbal.
Aníbal iniciou sua campanha tratando de sublevar a população de Canúsio. A partir de seus acampamentos de inverno, Marcelo marchou para defender a região, dando início a uma perseguição feroz aos cartagineses, que abandonaram as planícies da região e se refugiaram nas montanhas. Esta perseguição chegou ao ápice quando conseguiu, num determinado dia, Marcelo conseguiu alcançar o inimigo antes que ele pudesse montar seu acampamento, iniciando escaramuças que culminaram com o cair da noite e os dois exércitos se retiraram. No dia seguinte, o confronto se transformou numa batalha campal. Depois de duas horas de combate, uma tentativa de Marcelo de organizar um estratagema foi mal executada e os cartagineses conseguiram fazer retroceder a ala direita, formada por aliados (alae sociorum), na qual estavam também incluídos os extraordinarii que os romanos haviam posto na vanguarda. A tentativa de Marcelo de substitui-la pela Legião XVIII fracassou, o que provocou primeiro pânico e depois uma debandada cujo resultado foi a morte de 2 700 homens entre cidadãos e aliados, além de muitos feridos. Estas cifras incluíam quatro centuriões e dois tribunos
Atingido em seu orgulho, Marcelo obrigou seus soldados a saírem no dia seguinte para lutar novamente antes que a notícia de uma derrota chegasse a Roma, o que eles fizeram depois de um desafio de Aníbal. Na primeira linha colocou, em sua ala esquerda, as coortes aliadas e os manípulos que haviam perdido seus estandartes no dia anterior. Na direita estava a Legião XX. Neste terceiro dia de combates, colocou no comando de suas alas os legados Lúcio Cornélio Lêntulo e Caio Cláudio Nero e ele próprio assumiu o comando do centro. Aníbal colocou a infantaria hispânica na vanguarda. O combate começou com uma ferocidade maior que no dia anterior e permaneceu indecisivo até que os cartagineses realizaram uma carga com seus elefantes que foi repelida pelos romanos, que aproveitaram a confusão criada pelas enormes criaturas nas próprias filas cartaginesas para contra-atacar com sua cavalaria, o que pôs em fuga a infantaria cartaginesa. As tropas romanas conseguiram empurrar seus rivais até seu acampamento, mas sofreram pesadas baixas, maiores que as do dia anterior (3 000 homens), mas conseguiram assassinar cerca de 8 000 cartagineses, um duro golpe para Aníbal.

## Eventos posteriores
No dia seguinte, Aníbal decidiu abandonar a área e seguiu para o seu território em Brúcio, mas não foi seguido por Marcelo, que tinha que cuidar da enorme quantidade de mortos e feridos em seu próprio exército. Neste mesmo verão, o exército de Marcelo seguiu para Venúsia, onde repôs as baixas sofridas, o que deu início a uma campanha política em Roma contra Marcelo antes das eleições consulares e fez com que o tribuno da plebe Caio Publício Bíbulo apresentasse uma proposta para que ele fosse dispensado de seu comando proconsular, que foi rechaçada; Marcelo acabou sendo eleito cônsul para o ano seguinte.
Este início de campanha coincidiu com a rendição a Quinto Fúlvio Flaco das últimas populações rebeldes entre os hirpinos e da cidade de Volcei, no noroeste da Lucânia, além da captura, em Salentino, da cidade de Manduria por Fábio Máximo, localizada a menos de 30 quilômetros de Taranto. Aníbal não tentou socorrer nenhuma delas, o que está em acordo com a fuga para Brúcio descrita por Lívio depois da Batalha em Canúsio. A causa desta viagem seria a urgente necessidade de repor suas fileiras com soldados retirados das guarnições da região, o que revela o tremendo desgaste sofrido pelos cartagineses no último dia da batalha.
O movimento seguinte conhecido de Aníbal seria dirigir-se a Taranto, onde permaneceu até que o contingente romano de 8 000 homens em Régio passou a atacar os campos de Brúcio e atacou a cidade de Caulônia, colocando-a sob cerco. Aníbal seguiu para lá, conseguindo levantar o cerco e capturar as forças romanas envolvidas, mas, acabou afastando-se de Salentino por tempo suficiente para permitir que Fábio Máximo atacasse e capturasse Taranto depois de uma traição de parte de sua guarnição. Aníbal seguiu para lá rapidamente, mas acabou chegando logo depois da captura da cidade. Ele ainda tentou emboscar o cônsul romano perto de Metaponto, mas fracassou
Desta forma terminou a campanha de 209 a.C., ano no qual Roma desferiu um duro golpe nos cartagineses do sul da Itália, recuperando completamente Sâmnio, Salentino e o norte da Lucânia. Na Hispânia, as coisas não foram melhores e Cartago Nova foi capturada. Pouco a pouco os exércitos cartagineses começaram a recuar em todas as frentes da guerra.